# Exocet (missile)
Pour les articles homonymes, voir Exocet.
L'Exocet est une famille de missiles antinavires français subsoniques (mach 0,9) autonomes (tire et oublie), volant à basse altitude (quelques mètres au-dessus de la surface de la mer) et lancés par les bâtiments de surface, sous-marins, aéronefs ou batteries côtières.

## Caractéristiques
Ce missile est propulsé, dans ses premières versions, par un moteur-fusée. La nouvelle génération (Block 3), développée à la fin des années 2000, est équipée d'un turboréacteur Microturbo TRI 40, lui offrant une plus grande portée. Il est guidé par une centrale inertielle pour la première partie de son vol, afin de demeurer plus discret, et par un autodirecteur radar actif avec une portée de 24 km pour la seconde partie, lors de la passe d'attaque terminale.
Durant sa phase d'approche à basse altitude, il est très difficilement détectable par les bâtiments de surface, car il reste en dessous de la bulle de détection des radars de défense du navire visé. Par ailleurs, son radar n'est activé qu'en phase terminale, ce qui rend donc plus difficile la mise en place et l'activation de contre-mesures à son encontre. Dans la toute dernière phase du vol, il effectue des manœuvres évasives pour éviter les défenses terminales adverses, et dispose de contre-mesures électroniques pour déjouer les leurres. Il pénètre le navire au-dessus de la ligne de flottaison pour exploser à l'intérieur du bâtiment, avec un léger décalage entre l'impact et la détonation. Ses charges explosive et incendiaire mettent en principe hors de combat un bâtiment de la taille d'une frégate.
L'Exocet est une grosse munition (5,8 mètres et 850 kg pour l'Exocet MM40 Block2) dont l'intégration, complexe, nécessite deux à trois semaines, auxquelles il faut ajouter une quinzaine de jours de tests sur bancs de contrôle. L'usine de Selles-Saint-Denis reçoit le missile en pièces détachées, la plupart des éléments mécaniques, comme la case arrière ou la case moteur, provenant du site MBDA de Bourges. Selon une estimation de 2019, la mise aux normes Enregistrement, évaluation et autorisation des produits chimiques coûtera 200 millions d’euros environ à la marine nationale française.
Sa mise en œuvre par des bâtiments de surface au-delà de leur horizon radar (40 km environ) nécessite l'emploi d'une plateforme secondaire, de surface ou aérienne, assurant le rôle de relais radar pour désigner l'objectif.
Les missiles Exocet équipent de nombreux bâtiments et aéronefs français. Ils ont également été adoptés par plus de 24 pays étrangers. Il a été vendu en 2011 à plus de 3 600 exemplaires dans le monde, depuis environ 40 ans. En 2000, un quart du marché des missiles antinavires est constitué d'Exocet.
Le nom d'Exocet, qui est le nom d'une espèce de poisson volant, a été donné à ce missile, car, comme ce poisson, le missile vole au ras de l'eau. Dans le jargon des anglophones, le missile est dit sea-skimming, littéralement traduit en français : « rasant la mer ».

## Historique
La première tentative de réalisation d'un missile antinavire français fut le Malaface dans les années 1950, dont les enseignements ont servi par la suite.
L'industrie française multiplie dans le domaine des missiles antinavires les collaborations, en 1959 avec la Suède autour du Rb08a/M20, puis en 1962 avec la République fédérale d'Allemagne sur l'AS 33, dont dérive l'AS.34 Kormoran.
À la suite du succès de l'AS 33, l'Exocet est développé à la fin des années 1960 par Aérospatiale, après avoir été créé par l'ingénieur alsacien Émile Stauff, directeur de la Division Missiles de la société. Il est ensuite construit par MBDA, une filiale commune d'Airbus Group, BAE Systems et Finmeccanica.
Le 4 000e missile est assemblé en novembre 2024.

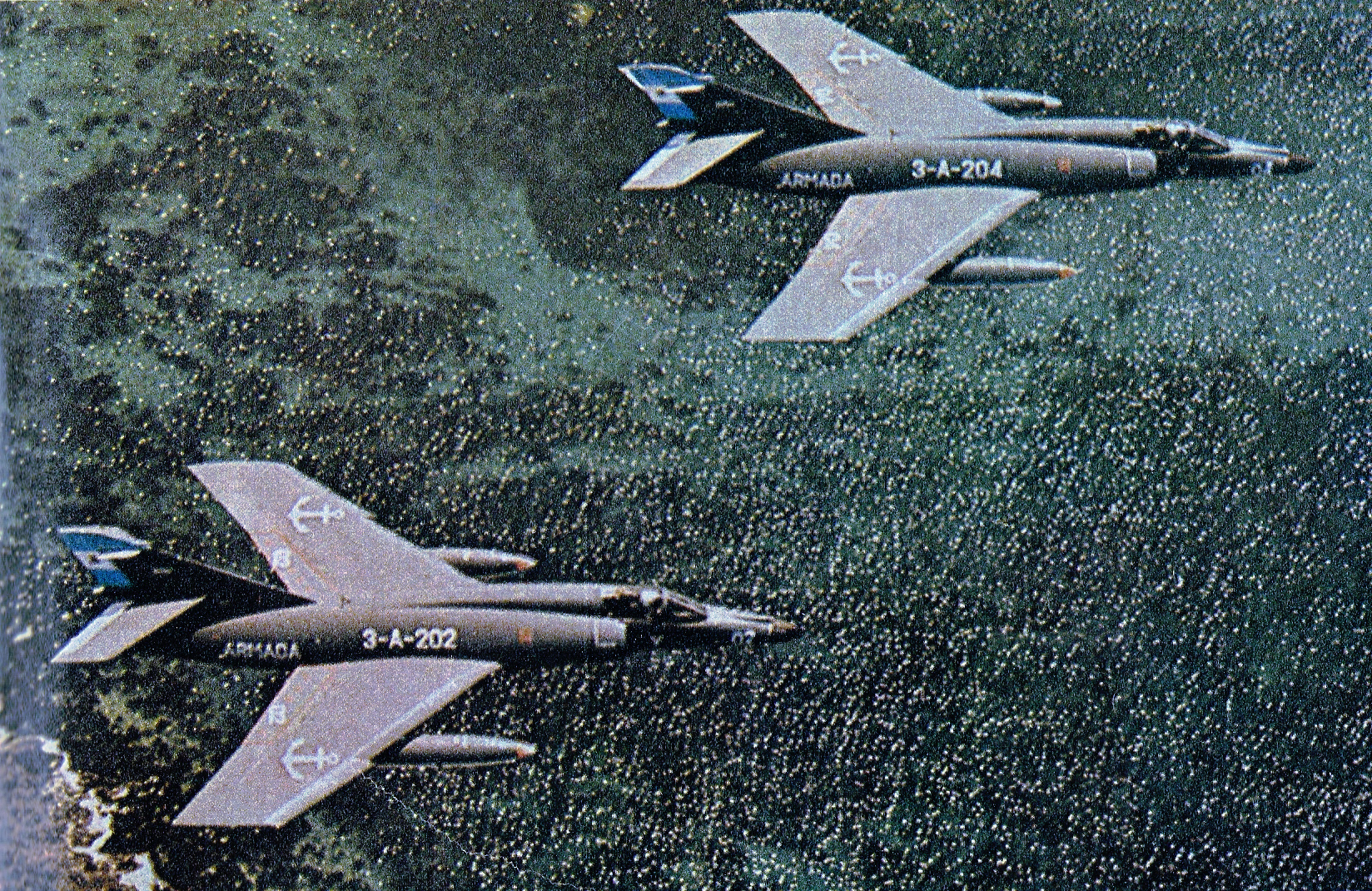
Deux Super-Étendard argentins en 1982 dont le no 3-A-202 qui a participé à l'attaque contre le HMS Sheffield. Le no 3-A-204 a lui attaqué l’Atlantic Conveyor.

### Guerre des Malouines
Le missile a été rendu célèbre lors de la guerre des Malouines, opposant le Royaume-Uni et l'Argentine en 1982. L'État sud-américain commanda en 1979 quatorze Dassault Super-Étendard équipés de missiles AM39 et d'un radar Agave. Les pilotes argentins furent formés à la base d'aéronautique navale de Landivisiau.
Lorsque débute la guerre des Malouines le 2 avril 1982, cinq de ces avions sont livrés avec un nombre équivalent de missiles antinavires et équipent la 2 Escuadrilla de Caza y Ataque de l'Aviation navale argentine. Plusieurs raids sont lancés contre la Royal Navy, engagée dans la reconquête des îles Malouines,, :
- le 4 mai 1982, le porte-avions HMS Hermes et le destroyer britannique HMS Sheffield sont engagés par une patrouille de deux Super-Étendard. Ceux-ci tirent deux missiles AM-39 Exocet dont l'un touche le HMS Sheffield, qui coule ultérieurement le 10 mai lors d'une tempête alors qu'il est en remorque de la frégate HMS Yarmouth, ce qui constitua le premier revers de la contre-offensive britannique ;
- le navire commercial britannique Atlantic Conveyor (transformé en porte-aéronefs) subit le même sort le 25 mai 1982, touché lui aussi par l'un des deux missiles AM-39 Exocet lancés par deux Super-Étendard. Ce navire logistique apportait des équipements essentiels pour la conduite des opérations[14] ;
- le 30 mai 1982, le dernier missile Exocet est tiré par une patrouille de deux Super-Étendard vers le HMS Avenger. Les Super-Étendard décrochent mais le missile est suivi par quatre A-4 Skyhawk. Le missile n'atteint aucune cible mais les A-4 Skyhawk attaquent le bâtiment[15]. Ainsi au cours des attaques, cinq Exocet (trois au but, soit 60 %) sont largués[16].

Enfin, un Exocet MM38 endommagea le destroyer HMS Glamorgan, après un tir effectué depuis les lanceurs de fortune qui furent démontés du destroyer ARA Segui et installés à terre. La désignation de l'objectif avait été faite avec un radar d'infanterie. La batterie côtière bricolée était démontée chaque matin afin de ne pas attirer l'attention des avions anglais.

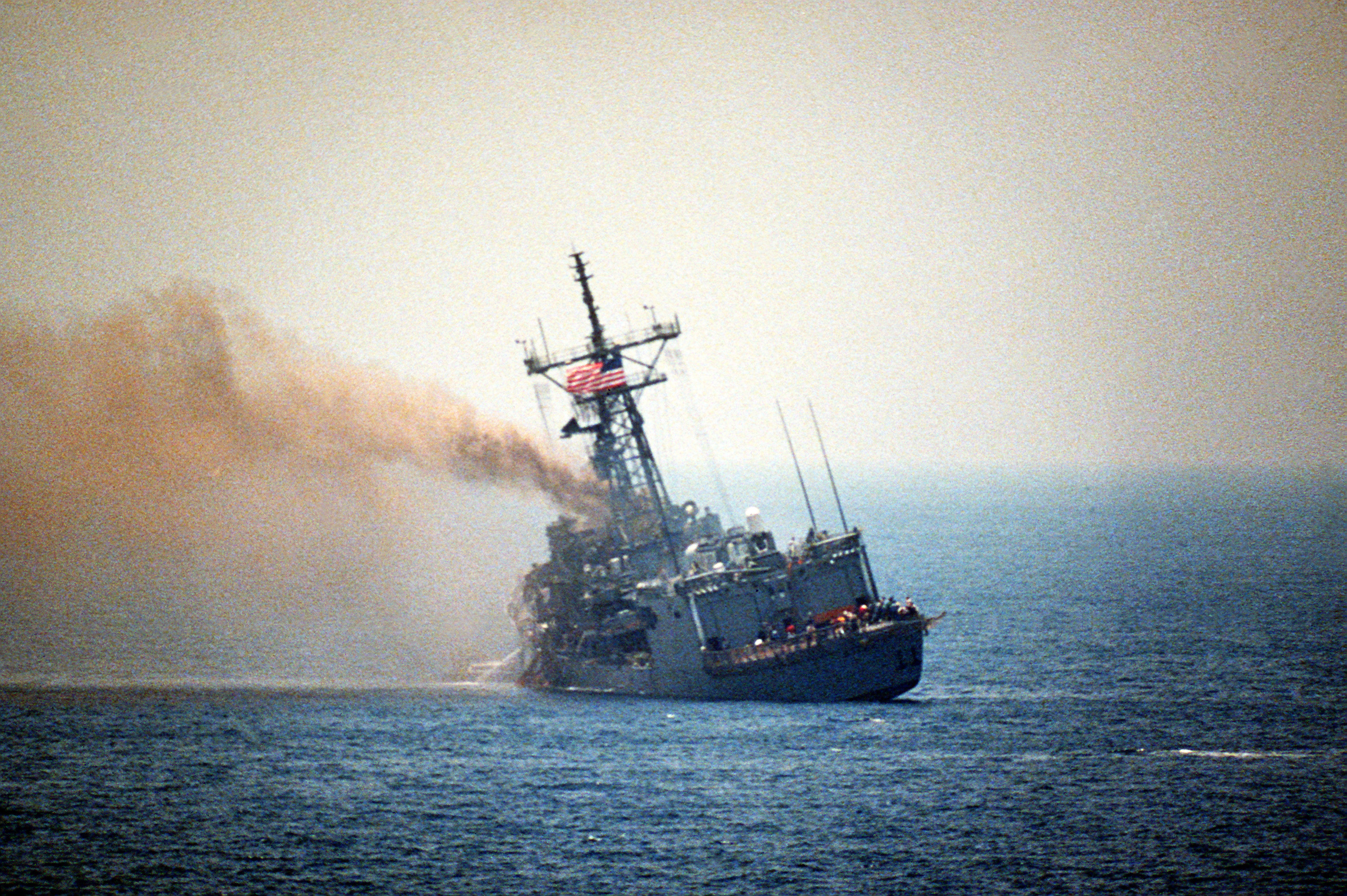
L'USS Stark, après l'impact de deux missiles. Dans le golfe Persique, le 17 mai 1987, le navire américain encaisse à trente secondes d'intervalle deux Exocets irakiens et perd 37 marins.

### Guerre Iran-Irak
L'Irak passe commande, de 1977 à 1989, de centaines d'AM-39 utilisables par des avions ou hélicoptères Sud-Aviation SA321 Super Frelon. Les Super Frelons sont crédités de la perte de quinze navires.
Au cours de la guerre Iran-Irak (1980-1988), au mois d'octobre 1983, cinq Dassault Super-Étendard sont livrés en prêt à l'Irak, dans l'attente des Mirage F1 EQ capables de tirer des missiles Exocet. Ils arment le 81e escadron d'attaque. Ils attaquent le 24 mars 1984 la centrale nucléaire de Bouchehr, sans résultat. Ils mènent avec plus de succès, en 1984 et 1985, de nombreuses frappes contre les terminaux pétroliers iraniens.
Les Mirage F1 EQ irakiens équipés de radars Cyrano VI effectuent des missions d'attaque, à l'aide de missiles Exocet sur des terminaux pétroliers iraniens, principalement en vue de paralyser le trafic pétrolier.
L'attaque du 17 mai 1987 contre la frégate USS Stark (FFG-31) fut attribuée à des Mirage F1 EQ, mais semble être l'œuvre d'un Dassault Falcon 50 modifié. Deux missiles Exocet touchèrent le navire par bâbord à trente secondes d'intervalle, ils tuèrent 37 membres de l'équipage.

### Guerre du Golfe
Après l'invasion irakienne, les navires rescapés de la marine koweïtienne participèrent à la destruction de la flotte irakienne durant la guerre du Golfe, effectuée par la coalition entre le 18 janvier et le 20 février 1991. Le patrouilleur lance-missiles Lürssen TNC 45 koweitien Al Sambouk (P4505) fut dépêché par le commandement de la coalition pour venir à bout d'un mouilleur de mines irakien dissimulé le long de la côte. Malgré un contexte côtier défavorable, où les navires peuvent se dissimuler facilement, l'Exocet MM 40 montra ses capacités de recherche, d'identification et de discrimination. Le missile frappa aisément le bateau irakien, à la surprise des équipages des nombreux navires américains venus assister à la manœuvre.

## Versions

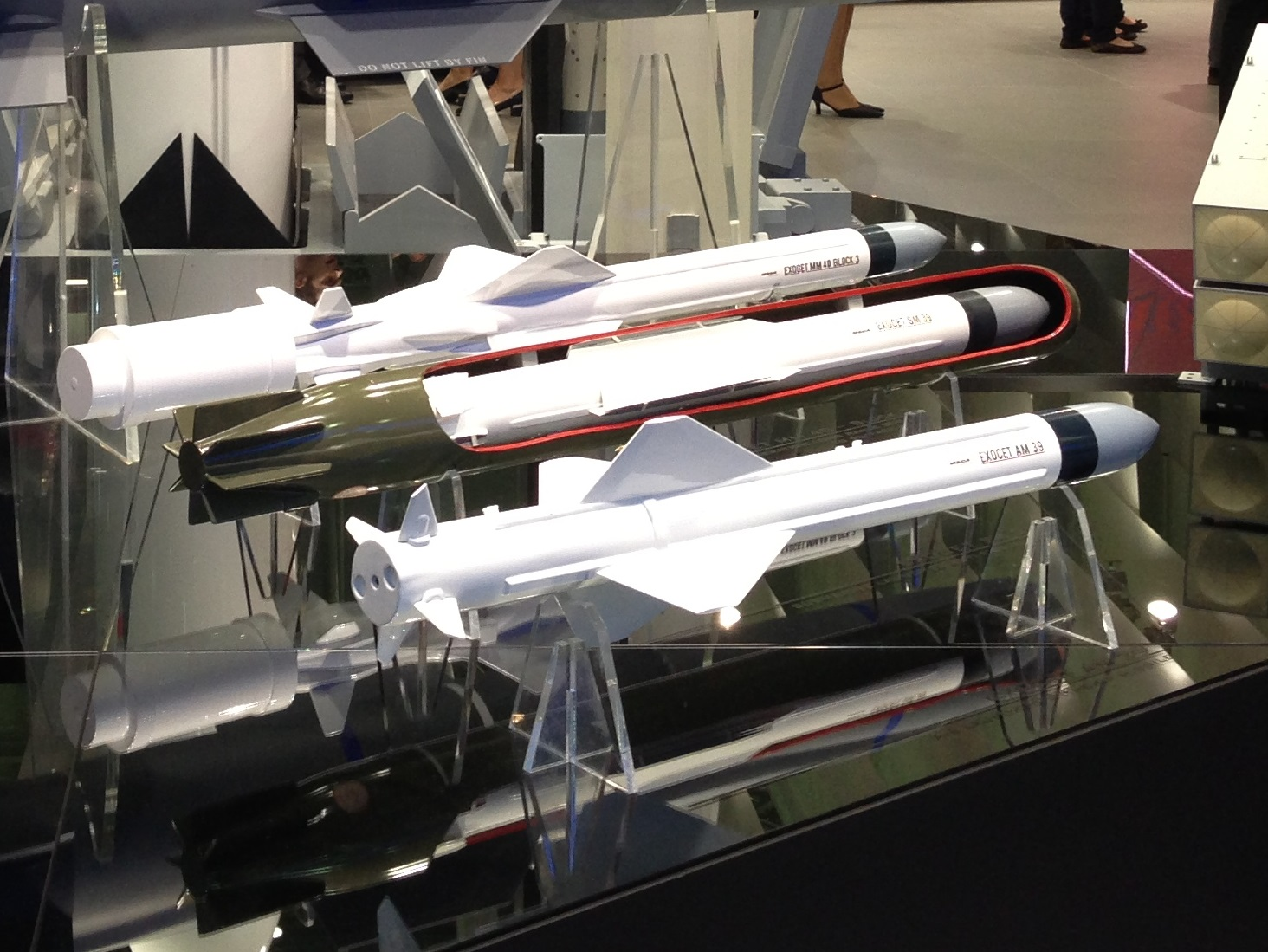
Maquettes des trois versions du missile Exocet. Stand de la société MBDA au salon du Bourget 2013.

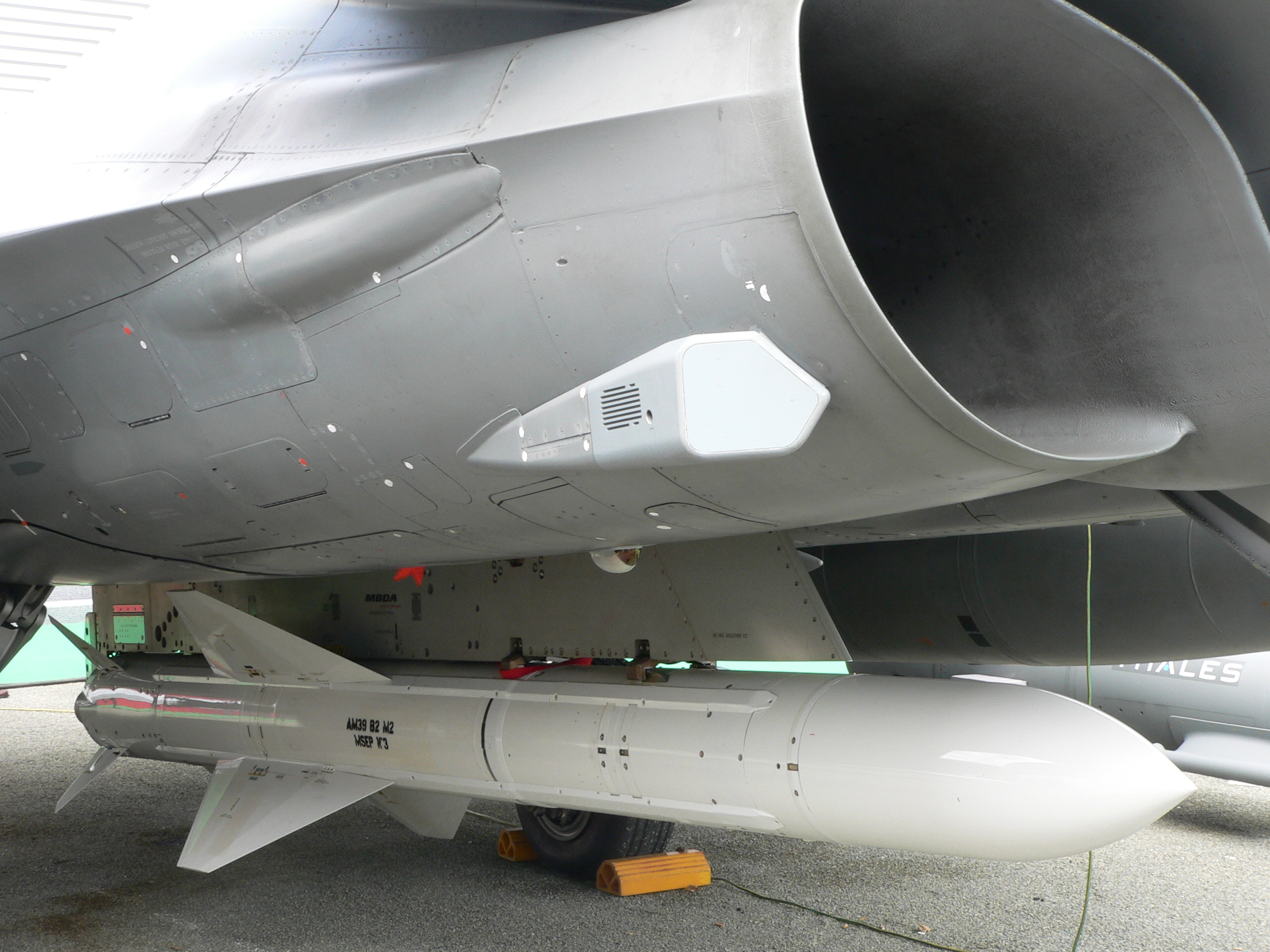
Exocet AM39 installé sous un Rafale. Cette configuration a été validée le 20 septembre 2012.

Il existe différentes versions du missile Exocet :

### Mer-mer38 (MM38)
Embarquée sur bâtiments de combat. Portée : 42 km. Une batterie côtière de fortune a été « bricolée » en 1982 par les forces argentines, lors de la guerre des Malouines (Falklands islands), permettant de causer des dégâts très importants au HMS Glamorgan (en). Ce missile n'est plus fabriqué (1970).

### Mer-mer40 (MM40) Block1, Block2, Block3 et Block 3c
Embarquée sur bâtiments de combat. Portée : 72 km pour le block2, plus de 180 km pour le block3, plus de 200 km pour le block 3c. En février 2004, après l'abandon des projets ANS (AntiNavire Supersonique) et ANF (AntiNavire Futur), la direction générale de l'Armement (DGA) notifie à la société MBDA un marché pour le développement et l'acquisition d'un nouveau missile Exocet, le MM40 Block3. Ce dernier se caractérise par une portée fortement accrue (plus de 180 km), obtenue grâce à l'utilisation d'un turboréacteur (permettant le gain de portée), l'embarquement d'un GPS ainsi que par la capacité de former des trajectoires complexes, permettant également l'utilisation de ce missile contre des cibles terrestres sur un littoral. Sa vitesse atteint Mach 0,9. MBDA a conservé les dimensions du missile (avec un allègement de 15 %, à 740 kg) permettant son utilisation sur les plateformes existantes. Son dernier vol de qualification a eu lieu depuis l'île du Levant le 25 avril 2007 et sa production débute en octobre 2008. La Marine nationale a passé commande en décembre 2008 de 45 missiles Block3, livrables entre 2011 et 2012, à partir de la transformation de MM40 Block2 pour certaines frégates équipées du MM40 Block 2, puis les frégates de classe Horizon et classe Aquitaine. Un premier tir a lieu le 18 mars 2010 depuis le Chevalier Paul. La dernière version, la Block 3c (MM40 B3C) dispose d’un radioaltimètre numérique et d’un nouvel autodirecteur électromagnétique actif. Ces derniers sont censés améliorer sa capacité face « à l’enjeu majeur que constitue la généralisation des contre-mesures électroniques de nouvelle génération et des navires furtifs ».
Fin 2011, une commande de 35 missiles MM40 Block3c neufs a été notifiée, portant à 80 le nombre de missiles MM40 Block3/3c commandés pour la Marine nationale. Une commande supplémentaire de 20 MM40 Block3c est prévue en 2021 pour porter le nombre total de MM40 Block3/3c à 100.
En 2012, un nouveau moteur développé et réalisé au Brésil par Avibras (en), en partenariat avec MBDA, a été testé sur un MM40 de la marine brésilienne.

### Air-mer39 (AM39) B2 Mod 2
Embarquée sur 14 types d'aéronefs[Quand ?] (avions de combat, avions de patrouille maritime ou hélicoptères). Sa portée est comprise entre 50 et 70 km, en fonction de l'altitude et de la vitesse du lanceur. L'évolution numérique de l'Exocet Air-mer 39 (AM39) vers le Mod 2 a rendu possible sa mise en œuvre à partir du Rafale F3. Un tir de qualification dans un environnement réaliste a été réalisé avec succès, le 20 septembre 2012, par le Rafale no 27 catapulté depuis le PA Charles de Gaulle. Une commande de 40 prêts-à-monter AM39 B2 mod2 a été notifiée en 2009 pour l'équipement des Rafale de la Marine nationale.

### Sous-mer39 (SM39) B2 Mod 2

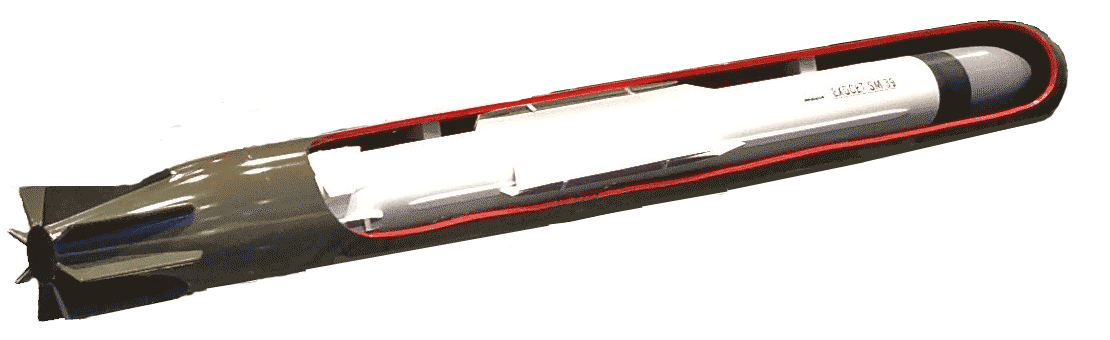
Maquette du SM-39 encapsulé exposée au salon du Bourget 2013.

Destiné aux sous-marins, cette version est un missile à changement de milieu. Les études du SM39 d'origine sont lancées en 1978 et la mise en service intervient en 1985. Le missile est abrité dans une capsule étanche de la dimension extérieure d'une torpille qui est propulsée et chassée par un tube lance-torpilles. À la sortie de l'eau, la coiffe de la capsule est éjectée et le missile est mis à feu ; il se comporte ensuite comme un missile AM39. Le tir pouvant avoir lieu en profondeur, le domaine d'emploi de l'Exocet est donc particulièrement adapté aux sous-marins camouflés. Sa portée est de 50 km.
En 2020, une version équipée du GPS des MM40 Block3 est à l'étude pour donner la capacité d'utiliser les SM39 contre des cibles terrestres côtières.

### Sous-mer40 (SM40)
Au salon Euronaval le 4 novembre 2024, l’industriel présente le missile à changement de milieu SM40 d'une portée de 120 km,  développé sur fonds propres. Programmé pour 2030, le propulseur à poudre du SM39 sera remplacé par le turboréacteur du MM40, il reprendra également son autodirecteur et son radar en bande J qui lui donneront une capacité de frappe à terre. Noter que le programme FMAN/FMC ne prévoit pas de missile à changement de milieu.

## Utilisateurs

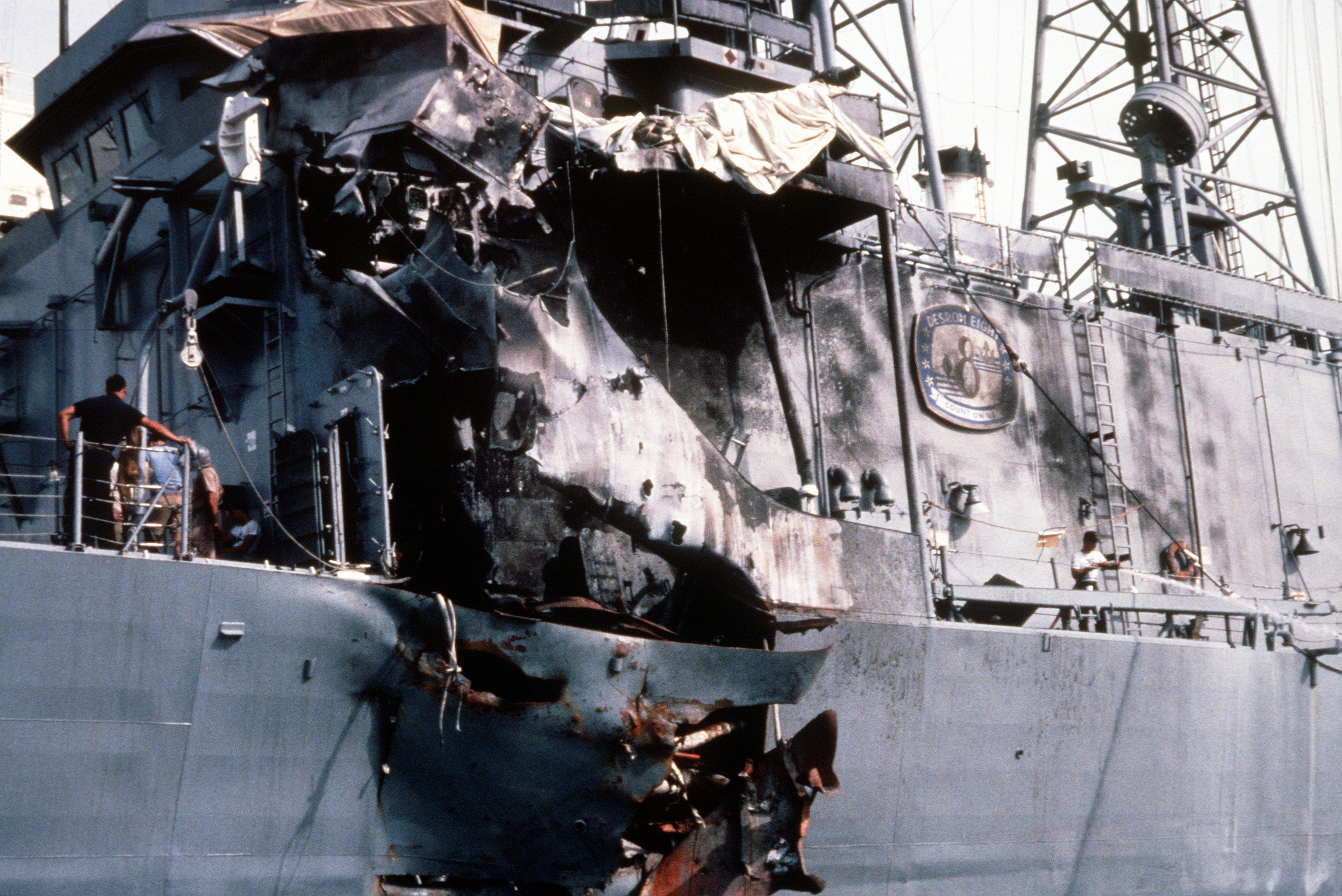
Vue latérale de l', après l'impact des deux missiles.

Environ trente pays utilisent ou ont utilisé l'Exocet.
 AlgérieMarine nationale algérienne - MM40 Block 2/3 sur les frégates de classe Meko 200 ;
 Afrique du SudMarine sud-africaine - MM40 Block 2 sur les frégates de classe Valour, AM39 (a reçu 30 exemplaires entre 1976 et 1980, statut actuel incertain) ;
 AllemagneDeutsche Marine - MM38 sur les frégates de la classe Brandenburg et les patrouilleurs type 143 ;
 Arabie saouditeMarine royale saoudienne - MM40 Block 2, AM39 ;
 ArgentineArmada de la República Argentina - MM38, MM40, AM39 ;
 BahreïnMM40 ;
 BrésilMarinha do Brasil - MM38, MM40 Block 2, AM39 ;
 BruneiMarine royale du Brunéi - MM38, MM40 ;
 BulgarieMarine bulgare - MM38 ;
 CamerounMarine nationale (Cameroun) - MM38, MM40 ;
 ChiliArmada de Chile - MM38 (sur les patrouilleurs lance-missiles type 148), AM39 (mis en œuvre par les hélicoptères AS532SC Cougar), SM39 (sur les sous-marins de classe Scorpène). Elle a auparavant utilisé le MM40 ;
 ChypreComposante navale de la Garde nationale chypriote - MM40 Block 2, batterie côtière commandée en 2020 ;
 ColombieArmada Nacional Colombiana - MM40 ;
 Corée du SudMarine de la république de Corée ;
 ÉgypteMarine égyptienne - MM38, MM40 Block 3, AM39 ;
 Émirats arabes unisMarine des Émirats arabes unis - MM40 Block 3 (sur les corvettes de classe Baynunah), AM39 ;
 ÉquateurArmada del Ecuador - MM38 (sur les patrouilleurs lance-missiles de la classe Quito), MM40 Block 1 (sur les Corvettes de la classe Esmeralda), MM40 Block 2 (sur la frégate Moran Valverde) ;
 FranceMarine nationale - MM38, MM40 Block3 et 3C, AM39 Block2 mod2, SM39 Block2 mod2.
En 2020, la marine française disposait de quarante-cinq MM40 Block3 pour ses frégates, quarante AM39 Block2 mod2 pour ses Rafale M et Bréguet Atlantique 2, quarante SM39 block2 mod2 pour ses SNA :
| Opération        | Commandes/Livraisons | avant 2020 | en parc en 2020 | après 2020 | objectif |
| ---------------- | -------------------- | ---------- | --------------- | ---------- | -------- |
| MM40 Block3      | Commandes            | 45         | 45              |            | 45       |
| MM40 Block3      | Livraisons           | 45         | 45              |            | 45       |
| MM40 Block3c     | Commandes            | 35         | 00              | 20         | 55       |
| MM40 Block3c     | Livraisons           |            | 00              | 55         | 55       |
| AM39 Block2 mod2 | Commandes            | 40         | 40              |            | 40       |
| AM39 Block2 mod2 | Livraisons           | 40         | 40              |            | 40       |
| SM39 Block2 mod2 | Commandes            | 40         | 40              |            | 40       |
| SM39 Block2 mod2 | Livraisons           | 40         | 40              |            | 40       |

 GrèceMarine grecque - MM38, MM40 Block 2/3
Force aérienne grecque - AM39 ;
 IndeMarine indienne (sur les sous-marins de classe Scorpène), SM39 ;
 IndonésieMarine indonésienne - MM38 sur les corvettes de classe Fatahillah, MM40 Block 2 (sur les corvettes de classe Sigma), AM39 (a reçu 10 exemplaires entre 1985 et 1986, statut actuel incertain) ;
 IranForce aérienne de la république islamique d'Iran - a récupéré des AM39 irakiens ;
 KoweïtMM40 - AM39 ;
 Libye- AM39 ;
 MarocMarine royale - MM38, MM40 Block 2/3
Forces aériennes royales - AM39 ;
 MalaisieMarine royale malaisienne - MM38, MM40 Block 2, SM39 (sur les sous-marins de classe Scorpène) ;
 Oman- AM39 ;
 PakistanForce aérienne pakistanaise - AM39 (sur Dassault Mirage 5)
Marine pakistanaise - SM39 (sur les sous-marins de classe Agosta), AM39 (sur les avions de patrouille maritime Breguet Atlantic) ;
 PérouMarina de Guerra del Perú - MM38 sur les corvettes de classe PR-72P, AM39 Block 1 sur les hélicoptères Sikorsky S-61, MM40 Block 3 sur les frégates de classe Lupo ;
 QatarMarine du Qatar - MM40 Block 3
 Armée de l'air du Qatar - AM39 ;
 Singapour- AM39 ;
 ThaïlandeMarine Royale Thaïlandaise - MM38 ;
 TunisieMarine nationale tunisienne - MM40 ;
 TurquieMarine turque - MM38, ; (Remplacement prévu par Atmaca)
 UruguayArmada Nacional del Uruguay - MM38 ;
 VenezuelaAviación Militar Nacional Bolivariana - AM39 (sur Dassault Mirage 5).

### Anciens utilisateurs
BelgiqueComposante marine - Sur ses frégates de classe Wielingen. Ces navires de guerre ont été vendus en 2008.
 IrakForce aérienne irakienne - 352 AM39 livrés entre 1979 et 1988 sur Mirage F1, Super Étendard et hélicoptères Super Frelon pendant la guerre Iran-Irak, tous retirés du service.
 Royaume-UniRoyal Navy - A utilisé le missile Exocet de la fin des années 1970 jusqu'au retrait du service de son dernier vaisseau de guerre équipé de MM38, en 2002.

## Culture
Exocet est également le nom d'un roman de Jack Higgins, dont l'action se déroule durant la guerre des Malouines.
« L'extraordinaire aventure de l'Exocet », par B. Estival et J. Guillot, paru en 1988 aux éditions de la cité, présente de façon romancée l'histoire de l'Exocet jusqu'à cette date, ainsi que les aspects techniques de cette famille d'armes.